# The Simpsons Movie
The Simpsons Movie er en animationsfilm i 2D baseret på TV-serien The Simpsons. Den er produceret af Gracie Films for 20th Century Fox, med animation produceret af Film Roman. Filmen havde premiere i USA 27. juli 2007. Den fik premiere d. 3. august her i Danmark. James L. Brooks, Matt Groening, Al Jean, Mike Scully og Richard Sakai er producenter for filmen, og den er skrevet af elleve af TV-seriens mest profilerede manuskriptforfattere.

## Plot
Green Day giver koncert på en scene, der er placeret ovenpå Lake Springfield, hvor de uden held forsøger at få publikum til at interessere sig for miljøspørgsmål. De dør, da det forurenede vand i søen ætser deres scene væk, så den synker. Ved begravelsen får bedstefar et syn, der viser, at en stor katastrofe er på vej, men kun Marge tager det alvorligt. Lisa og en irsk dreng Colin afholder et seminar med titlen "En irriterende sandhed" (titlen er tydeligvis inspireret af titlen på filmen En ubekvem sandhed), der får overbevist byen om, at søen skal renses.
Imens får Homer lokket Bart til at stå på skateboard nøgen ned til Krusty Burger og tilbage, men politibetjent Wiggum fanger Bart og Homer nægter have noget med det at gøre. Ned Flanders trøster Bart efter ydmygelsen, mens Homer vælger at  adoptere en gris. Homer opbevarer gylle fra grisen i en tank i haven, men tanken bliver hurtig fyldt. Marge beder Homer om at køre den fyldte gylletank på en sikker affaldsplads, men Homer vælger en hurtigere løsning nemlig at smide den i Lake Springfield, hvilket gør søen mere forurenet end nogensinde. Lederen af USA's miljøbeskyttelsesvæsen EPA fortæller præsident Schwarzenegger, at Springfield er ekstremt forurenet, og at regeringen er nødt til at gøre noget. Præsidenten beordrer EPA til at sænke en stor glaskuppel over byen, så intet kan komme ind eller ud, og byen er helt isoleret fra omverdenen. 

## Stemmer
| Karakter                 | Engelsk tale     | Dansk tale                                                 |
| ------------------------ | ---------------- | ---------------------------------------------------------- |
| Homer Simpson            | Dan Castellaneta | Niels Ellegaard                                            |
| Marge Simpson            | Julie Kavner     | Helle Dolleris                                             |
| Bart Simpson             | Nancy Cartwright | Mille H. Lehfeldt                                          |
| Lisa Simpson             | Yeardley Smith   | Pauline Rehné                                              |
| Grampa Simpson           | Dan Castellaneta | Nis Bank-Mikkelsen                                         |
| Præsident Schwarzenegger | Harry Shearer    | Amin Jensen                                                |
| Tom Hanks                | Tom Hanks        | Preben Kristensen                                          |
| Krusty                   | Dan Castellaneta | Jens Jacob Tychsen                                         |
| Comic Book Guy           | Hank Azaria      | Henrik Koefoed                                             |
| Montgomery Burns         | Harry Shearer    | Søren Ulrichs                                              |
| Moe Szyslak              | Hank Azaria      | Michael Elo                                                |
| Ned Flanders             | Harry Shearer    | Christian Damsgaard                                        |
| Apu Nahasapeemapetilon   | Hank Azaria      | Søren Ulrichs                                              |
| Clancy Wiggum            | Hank Azaria      | Peter Zhelder/Peter Røschke (Kun Peter Røschke i en scene) |
| Ralph Wiggum             | Nancy Cartwright | Signe Vangsgaard                                           |
| Timothy Lovejoy          | Harry Shearer    | Peter Zhelder                                              |
| Lenny Leonard            | Harry Shearer    | Jens Jacob Tychsen                                         |
| Russ Cargill             | Albert Brooks    | Peter Aude                                                 |
| Crazy Cat Lady           | Tress MacNeille  | Tress MacNeille                                            |
| Milhouse Van Houten      | Pamela Hayden    | Sasia Mølgaard                                             |
| Tusind-øjet Egern        | Dan Castellaneta | Dan Castellaneta                                           |
| Plopper                  | Tress MacNeille  | Tress MacNeille                                            |
| Santa's Little Helper    | Dan Castellaneta | Dan Castellaneta/Thomas Mørk (Oversætter)                  |

## Taglines
- See our family. And feel better about yours.
- For years, lines have been drawn...and then colored in yellow.
- The Simpsons Movie, in 2D!

## DVD udgivelse
Filmen udkom på dvd den 4. december 2007. Dvd'en indeholder kommentarspor med blandt andre Matt Groening og Richard Sakai, den engelske, norske og danske version med undertekster, scenevalg, bonusmateriale og selve filmen.  Bonusmaterialet handler om den gang Simpsons var med i American Idol og The Tonight Show.  Desuden er der fraklippede scener.

### Fodnoter
1. ↑  «Homer going to bat in '07» på Variety.com, 3. april 2006

 Der er for få eller ingen kildehenvisninger i denne artikel, hvilket er et problem. Du kan hjælpe ved at angive troværdige kilder til de påstande, som fremføres i artiklen.